# Sturry
Sturry – wieś w Anglii, w hrabstwie Kent, w dystrykcie Canterbury. Leży 4 km na północny wschód od miasta Canterbury i 90 km na wschód od centrum Londynu.
Miejscowość liczy 4843 mieszkańców.